# Liste der politischen Parteien in Åland
Dies ist eine Liste der politischen Parteien in Åland.
Nach der Parlamentswahl 2023 sind acht Parteien im Lagting vertreten.

## Im Parlament vertretene Parteien
| Partei | Partei                         | Verkürzung | Parteivorsitzender           | Ausrichtung                                   | Lagtinget | Gründung |
| ------ | ------------------------------ | ---------- | ---------------------------- | --------------------------------------------- | --------- | -------- |
|        | Liberale auf Åland             | Lib        | Katrin Sjögren               | Liberalismus Sozialliberalismus               | 9/30      | 1978     |
|        | Åländisches Zentrum            | C          | vakant                       | Zentrismus Nordische Agrarpartei              | 7/30      | 1976     |
|        | Ungebundene Sammlung auf Åland | ObS        | Bert Häggblom                | Konservatismus Souveränismus                  | 5/30      | 1987     |
|        | Ålands Sozialdemokraten        | ÅSD        | Camilla Gunell               | Sozialdemokratie                              | 4/30      | 1971     |
|        | Moderate Sammlung für Åland    | M          | Annette Holmberg-Jansson     | Liberalkonservatismus Wirtschaftsliberalismus | 4/30      | 1967     |
|        | Nachhaltige Initiative         | Hi         | Alfons Röblom Annette Bergbo | Grüne Politik                                 | 1/30      | 2019     |
|        | Ålands Zukunft                 | ÅF         | Pia Eriksson                 | Souveränismus Pazifismus                      | 0/30      | 2001     |
|        | Åländische Demokratie          | ÅD         | Stephan Toivonen             | Nationalkonservatismus Rechtspopulismus       | 0/30      | 2015     |

## Wahlbündnis zur Parlamentswahl in Finnland
- Åländische Sammlung (Åländsk Samling)
- Für Åland (För Åland)

## Historische Parteien
- Ålands Fortschrittsgruppe (Ålands framstegsgrupp)
- Ålands Linke (Åländsk Vänster)
- Freies Åland (Fria Åland)
- Grüne auf Åland (Gröna på Åland)
- Gruppe für nachhaltige Entwicklung (Gruppen för hållbar utveckling)